# Tetsuya Yashima
Tetsuya Yashima (jap. 八島 徹也, Yashima Tetsuya; * 12. März 1985) ist ein japanischer Grasskiläufer. Er nahm bisher an drei Weltmeisterschaften teil und erreichte eine Top-10-Platzierung im Weltcup.

## Karriere
Yashimas erste internationale Wettkämpfe waren die Juniorenweltmeisterschaften der Jahre 2004 und 2005. 2004 belegte er in Rettenbach Platz 15 im Riesenslalom und Rang 22 im Super-G, 2005 kam er in Nové Město na Moravě in allen Bewerben unter die schnellsten 20 und erreichte als bestes Resultat Platz zehn im Riesenslalom. Am 22. Juli 2007 gewann er sein erstes FIS-Rennen, den Slalom von Shichikashuku. Im September 2007 nahm Yashima an der Weltmeisterschaft in Olešnice v Orlických horách in Tschechien teil. Dabei erreichte er jeweils als bester seines Landes Platz 16 in der Super-Kombination, Rang 24 im Riesenslalom und Rang 31 im Super-G. Im Slalom fiel er jedoch im ersten Durchgang aus. In der Saison 2008 nahm der Japaner nur an FIS-Rennen in seiner Heimat teil und erreichte dabei einen Podestplatz.
Ende August 2009 nahm Yashima in Österreich an seinen ersten und bisher einzigen Weltcuprennen teil. Wenige Tage vor Beginn der Weltmeisterschaft in Rettenbach startete er bei den Weltcuprennen in Maria Gugging und erreichte dabei Platz acht im Slalom und Rang 18 im Riesenslalom, womit er punktegleich mit dem Iraner Hamed Saveh Shemshaki den 61. Rang in der Gesamtwertung der Saison 2009 belegte. Bei der Weltmeisterschaft 2009 erreichte er als jeweils bester Japaner Platz elf in der Super-Kombination, Platz zwölf im Riesenslalom (zeitgleich mit dem Schweizer Domenic Senn) und Rang 24 im Super-G. Im Slalom schied er im zweiten Lauf aus. Nachdem er in der Saison 2010 wieder nur an den FIS-Rennen in Japan teilgenommen hatte, war er bei der Weltmeisterschaft 2011 im schweizerischen Goldingen erneut der beste Japaner. Er erreichte Platz fünf im Slalom und wurde 15. im Riesenslalom sowie 18. im Super-G. Nur in der Super-Kombination schied er aus. Neben der Weltmeisterschaft nahm er wie im Vorjahr nur an den FIS-Rennen in Japan teil, auch 2012 startete er nur bei FIS-Rennen in seiner Heimat.
Yashima nahm von 2002 bis 2006 auch im Alpinen Skisport an mehreren FIS- und Studentenrennen sowie an den japanischen Meisterschaften teil, kam dabei aber nur einmal unter die besten 30.

## Erfolge

### Weltmeisterschaften
- Olešnice v Orlických horách 2007: 16. Super-Kombination, 24. Riesenslalom, 31. Super-G
- Rettenbach 2009: 11. Super-Kombination, 12. Riesenslalom, 24. Super-G
- Goldingen 2011: 5. Slalom, 15. Riesenslalom, 18. Super-G

### Juniorenweltmeisterschaften
- Rettenbach 2004: 15. Riesenslalom, 22. Super-G
- Nové Město na Moravě 2005: 10. Riesenslalom, 14. Kombination, 15. Slalom, 18. Super-G

### Weltcup
- Eine Platzierung unter den besten zehn